# Ischnopopillia nana
Ischnopopillia nana är en skalbaggsart som beskrevs av Lin 1992. Ischnopopillia nana ingår i släktet Ischnopopillia och familjen Rutelidae. Inga underarter finns listade i Catalogue of Life.